# 亮性法親王
亮性法親王（1318年—1363年2月14日），是日本南北朝時代的法親王，生父母是後伏見天皇及東御方，光嚴天皇和光明天皇的異母弟。

## 履歷
亮性法親王先繼承妙法院門跡，受親王宣下後出家，法號亮性，後敘二品法親王。他在貞和二年（1346年）八月至三年（1347年）八月擔任天台座主，到正平十八年（1363年）正月去世。